# Harry's House
Harry's House is het derde soloalbum van singer-songwriter Harry Styles. Het album kwam uit op 20 mei 2022.
Op 23 maart 2022 kondigde Styles zijn derde soloalbum aan, getiteld Harry's House. Hij gaf tevens een video vrij waarop overigens geen nieuw nummer was te horen maar slechts het geluid van een synthesizer. Op 1 april werd de eerste single As It Was uitgebracht. Zowel de single als het album wisten in verschillende landen de eerste plaats in de hitlijsten te bereiken. De single Late Night Talking verscheen als tweede single.

## Ontvangst
Het album werd geprezen door internationale media en critici. Het album kreeg een Metacritic score van 83 op 100. Het album kreeg ook verschillende nominaties, waaronder voor 3 Grammy Awards, die hij allen mee naar huis nam. Een overzicht van de belangrijkste prijzen waarvoor Harry's House genomineerd werd:
| Jaar | Organisatie            | Award                                | Resultaat   |
| ---- | ---------------------- | ------------------------------------ | ----------- |
| 2022 | MTV Video Music Awards | Album of the Year                    | Gewonnen    |
| 2022 | LOS40 Music Awards     | Best International Album             | Gewonnen    |
| 2022 | ARIA Music Awards      | Best International Artist            | Gewonnen    |
| 2022 | American Music Awards  | Favorite Pop Album                   | Genomineerd |
| 2022 | Mercury Prize          | Albums of the Year                   | Genomineerd |
| 2022 | People's Choice Awards | The Album of 2022                    | Genomineerd |
| 2023 | Grammy Awards          | Album of the Year                    | Gewonnen    |
| 2023 | Grammy Awards          | Best Pop Vocal Album                 | Gewonnen    |
| 2023 | Grammy Awards          | Best Engineered Album, Non-Classical | Gewonnen    |
| 2023 | Brit Awards            | British Album of the Year            | Gewonnen    |

## Tracklist
| Nr. | Titel                        | Schrijver(s)                                                                               | Producer(s)                        | Lengte |
| --- | ---------------------------- | ------------------------------------------------------------------------------------------ | ---------------------------------- | ------ |
| 1   | Music for a Sushi Restaurant | Harry Styles, Thomas Hull, Tyler Johnson, Mitch Rowland                                    | Johnson, Kid Harpoon               | 3:14   |
| 2   | Late Night Talking           | Styles, Hull                                                                               | Johnson, Kid Harpoon               | 2:58   |
| 3   | Grapejuice                   | Styles, Johnson, Hull,                                                                     | Johnson, Kid Harpoon               | 3:12   |
| 4   | As It Was                    | Styles, Johnson, Hull                                                                      | Johnson, Kid Harpoon               | 2:47   |
| 5   | Daylight                     | Styles, Hull, Johnson                                                                      | Johnson, Kid Harpoon               | 2:45   |
| 6   | Little Freak                 | Styles, Hull                                                                               | Johnson, Kid Harpoon               | 3:23   |
| 7   | Matilda                      | Styles, Amy Allen, Hull, Johnson                                                           | Johnson, Kid Harpoon               | 4:05   |
| 8   | Cinema                       | Styles, Samuel Witte                                                                       | Johnson, Kid Harpoon, Samuel Witte | 4:03   |
| 9   | Daydreaming                  | Styles, Hull, Johnson, Louis Johnson, Valerie Johnson, Alex Weir, Quincy Jones, Tom Bahler | Johnson, Kid Harpoon               | 3:07   |
| 10  | Keep Driving                 | Styles, Hull, Johnson, Rowland                                                             | Johnson, Kid Harpoon               | 2:19   |
| 11  | Satellite                    | Styles, Hull, Johnson                                                                      | Johnson, Kid Harpoon               | 3:37   |
| 12  | Boyfriends                   | Styles, Tobias Jesso jr., Hull, Johnson                                                    | Johnson, Kid Harpoon               | 3:12   |
| 13  | Love of My Life              | Styles, Hull, Johnson                                                                      | Johnson, Kid Harpoon               | 3:11   |